# Kanton Remoulins

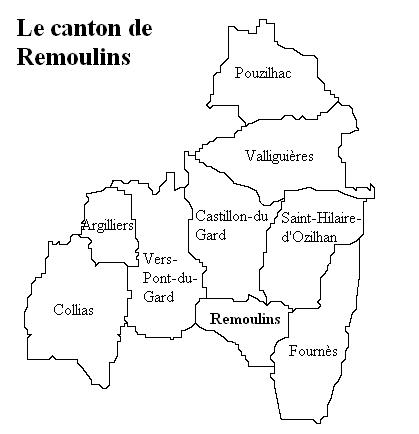
Gemeinden im ehemaligen Kanton Remoulins

Der Kanton Remoulins war bis 2015 ein französischer Wahlkreis im Arrondissement Nîmes, im Département Gard und in der Region Languedoc-Roussillon. Er hatte den Hauptort Remoulins und wurde 2015 im Rahmen einer landesweiten Neugliederung der Kantone aufgelöst.
Alle Gemeinden des Kantons bildeten zum Zeitpunkt seiner Auflösung einen Teil des Gemeindeverbands Communauté de communes du Pont du Gard.

## Gemeinden
Der Kanton umfasste die Wahlberechtigten aus neun Gemeinden:
| Gemeinde                | Einwohner Jahr | Fläche km² | Bevölkerungsdichte | Code INSEE | Postleitzahl |
| ----------------------- | -------------- | ---------- | ------------------ | ---------- | ------------ |
| Argilliers              | 445 (2013)     | 6,67       | 67 Einw./km²       | 30013      | 30210        |
| Castillon-du-Gard       | 1572 (2013)    | 17,38      | 90 Einw./km²       | 30073      | 30210        |
| Collias                 | 1102 (2013)    | 20,42      | 54 Einw./km²       | 30085      | 30210        |
| Fournès                 | 965 (2013)     | 17,66      | 55 Einw./km²       | 30116      | 30210        |
| Pouzilhac               | 636 (2013)     | 16,04      | 40 Einw./km²       | 30207      | 30210        |
| Remoulins               | 2330 (2013)    | 8,24       | 283 Einw./km²      | 30212      | 30210        |
| Saint-Hilaire-d’Ozilhan | 944 (2013)     | 16,66      | 57 Einw./km²       | 30260      | 30210        |
| Valliguières            | 555 (2013)     | 19,25      | 29 Einw./km²       | 30340      | 30210        |
| Vers-Pont-du-Gard       | 1824 (2013)    | 19,14      | 95 Einw./km²       | 30346      | 30210        |